# Demokrat Türkiye Partisi
Die Demokrat Türkiye Partisi (DTP; dt. Partei der Demokratischen Türkei) war in den Jahren 1997 und 2005 eine türkische Partei.

## Geschichte
Die Wahl vom 24. Dezember 1995 gewann die islamische Refah Partisi (RP) von Necmettin Erbakan mit 21,4 % der Stimmen. Die Doğru Yol Partisi (DYP) wurde hinter der Anavatan Partisi (ANAP) nur drittstärkste Kraft. Traditionell wird in der Türkei die stärkste Partie mit der Regierungsbildung beauftragt. Doch keine der anderen Parteien wollte mit der RP koalieren, der zuvor aufgrund islamistischer Tendenzen Verfassungsfeindlichkeit vorgeworfen worden war. Zweitstärkste Kraft war die DYP von Çiller, die zwar nur 19,36 % der Stimmen bekommen hatte, allerdings aufgrund des Wahlrechts mehr Sitze im Parlament vorweisen konnte als die drittstärkste Partei, die Anavatan Partisi (ANAP) mit 19,65 %. ANAP und DYP nahmen Koalitionsgespräche auf, konnten sich jedoch nicht auf eine gemeinsame Regierung einigen, sodass die ANAP mit der RP Verhandlungen aufnahmen musste, die zuvor von allen anderen Parteien als verfassungsfeindlich gebrandmarkt worden war.
Erst nach einem Besuch des Generalstabschefs bei Tansu Ciller einigten sich DYP und ANAP drei Monate nach der Wahl auf die Bildung einer Minderheitskoalition, die von der Demokratik Sol Parti (DSP) und der Cumhuriyet Halk Partisi (CHP) toleriert wurde. Bereits Ende Mai 1996 kündigte Çiller die Koalition allerdings nach Streitigkeiten um ihre angebliche Beteiligung an Unregelmäßigkeiten während Privatisierungsverkäufen ihrer Vorgängerregierung auf. Um einem von der RP beantragten Misstrauensvotum zuvorzukommen, trat Yılmaz am 6. Juni zurück. Anschließend beauftragte der Staatspräsident erneut Erbakan als Vorsitzenden der stärksten Fraktion mit der Regierungsbildung, dem es diesmal gelang, eine Koalition mit der DYP zu bilden.
Im Januar 1997 traten sechs Abgeordnete der DYP aus Protest gegen die Koalition mit der islamistischen RP und deren Politik aus der Fraktion aus und gründeten unter Hüsamettin Cindoruk die Demokrat Türkiye Partisi. Darunter waren führende Persönlichkeiten der DYP und ehemalige Minister der Partei.
Auch die Militärführung akzeptierte die islamistisch geführte Regierung nicht. Das Militär intervenierte und beschloss am 28. Februar 1997 umfassende Maßnahmen zur Zurückdrängung des religiösen Einflusses auf den Staat. Im Mai leitete die Staatsanwaltschaft ein Verbotsverfahren gegen die RP ein, weil diese mit der Instrumentalisierung des Islams zu politischen Zwecken gegen die Verfassung verstoßen habe. Am 30. Juni 1997 trat Erbakan zurück.
Obwohl DYP, RP und die Büyük Birlik Partisi (BBP) sich zur Bildung einer neuen Regierung unter der Führung von Tansu Çiller bereiterklärten, beauftragte Präsident Demirel den Vorsitzenden der Mutterlandspartei (ANAP), Mesut Yılmaz, mit der Bildung einer neuen Regierung, der am 30. Juni 1997 eine neue Koalitionsregierung mit der Demokratik Sol Parti (DSP) unter Bülent Ecevit und der DTP bildete, die von der Cumhuriyet Halk Partisi toleriert wurde. Die DTP stellte mit İsmet Sezgin einen stellvertretenden Ministerpräsidenten, der auch Verteidigungsminister war. Außerdem waren mit Rifat Serdaroğlu, Rifaeddin Şahin und Mehmet Batalı drei DTP-Mitglieder Staatsminister und Necdet Menzir Verkehrsminister.
Aufgrund des Türkbank-Skandals in den Regierung, private Unternehmen und das organisierte Verbrechen verwickelt waren, platzte die Regierung 1999 und es kam zu Neuwahlen. Die DTP konnte allerdings nur 0,6 % der Stimmen gewinnen und scheiterte damit an der 10-Prozent-Sperrklausel. Daraufhin trat Cindoruk vom Vorsitz zurück und İsmet Sezgin wurde sein Nachfolger. 2002 übernahm Mehmet Ali Bayar den Vorsitz der Partei.
Bei der Parlamentswahl 2002 kandidierte die DTP in einer gemeinsamen Liste mit der DYP, doch die Parteien verpassten mit 9,5 % den Einzug in die Große Nationalversammlung der Türkei. Bayar trat zurück. In der Folge konnte die Partei keine großen Erfolge erringen. Bei einem Parteikongress am 15. Mai 2005 benannte sich die Partei in Hürriyet ve Değişim Partisi um und versuchte damit einen Neuanfang, der allerdings nicht gelang, weil der Wählerzuspruch ausblieb. 2008 fusionierte die Partie mit der Halkın Yükselişi Partisi.